# Port lotniczy Czitral
Port lotniczy Czitral (IATA: CJL, ICAO: OPCH) – międzynarodowy port lotniczy znajdujący się w mieście Czitral, w prowincji Chajber Pasztunchwa, w Pakistanie.